# 一柳頼忠
一柳 頼忠（ひとつやなぎ よりただ）は、江戸時代中期の伊予国小松藩の世嗣。

## 生涯
5代藩主・一柳頼寿の長男として誕生。母は側室某氏。
明和2年（1765年）3月11日、嫡子に定められる。しかし家督を相続することなく、明和7年（1770年）に19歳で早世した。
代わって、同母弟・頼欽が嫡子となった。